# Imisja zanieczyszczeń
Imisja zanieczyszczeń (ang. ambient concentration) – ładunek zanieczyszczeń powietrza, który w następstwie emisji oraz dyspersji dotarł do punktu lub obszaru, w którym następuje oddziaływanie zanieczyszczeń na receptory, tj. ludzi, rośliny, zwierzęta itd.
Wartości stężeń imisyjnych podaje się najczęściej w μg/m³, mogą być również wyrażane w ppm albo w ppb